# Ивенков, Михаил Борисович
Михаил Борисович Ивенков (1904—1979) — старший лейтенант Рабоче-крестьянской Красной Армии, участник Великой Отечественной войны, Герой Советского Союза (1943).

## Биография
Михаил Ивенков родился 10 ноября 1904 года в селе Веть (ныне — Хомутовский район Курской области). После окончания четырёх классов школы работал в колхозе. В 1939 году Ивенков был призван на службу в Рабоче-крестьянскую Красную Армию. Участвовал в польском походе и советско-финской войне. С сентября 1942 года — на фронтах Великой Отечественной войны. Принимал участие в боях на Воронежском и 1-м Украинском фронтах. К сентябрю 1943 года младший лейтенант Михаил Ивенков командовал ротой 575-го стрелкового полка 161-й стрелковой дивизии 40-й армии Воронежского фронта. Отличился во время битвы за Днепр.
22 сентября 1943 года рота Ивенкова первой в своём полку переправилась через Днепр в районе села Трахтемиров Каневского района Черкасской области Украинской ССР. 28-30 сентября она принимала активное участие в боях на Букринском плацдарме, отразив большое количество немецких контратак, сумев не только удержать свои позиции, но и продвинуться вперёд.
Указом Президиума Верховного Совета СССР от 23 октября 1943 года за «образцовое выполнение боевых заданий командования на фронте борьбы с немецкими захватчиками и проявленные при этом мужество и героизм» младший лейтенант Михаил Ивенков был удостоен высокого звания Героя Советского Союза с вручением ордена Ленина и медали «Золотая Звезда» за номером 2548.
В 1945 году Ивенков окончил курсы усовершенствования офицерского состава. В том же году он в звании старшего лейтенанта был уволен в запас. Вернулся в родное село. Умер 25 августа 1979 года.
Был также награждён орденом Красной Звезды и рядом медалей.